# レザ・ホセイニー
セイエド・レザ・ホセイニー・ナサブ（سید رضا حسینی نسب、ラテン文字表記 Seyed Reza Hosseini Nassab、1960年 - ）は、イランのシーア派ウラマー。位階は大アーヤトッラー。ヤズド生まれ。現在はカナダ在住で、現地のシーア派のリーダーを務めている。